# Shahrestān-e Pāsārgād
Shahrestān-e Pāsārgād (persiska: شهرستان پاسارگاد, پاسارگاد) är en delprovins (shahrestan) i Iran.   Den ligger i provinsen Fars, i den centrala delen av landet, 600 km söder om huvudstaden Teheran.
Delprovinsen hade 30 118 invånare 2016.